# 別離 (1939年の映画)
『別離』（べつり、原題：Intermezzo: A Love Story）は、1939年に製作・公開されたアメリカ映画である。

## 概要
1936年のスウェーデン映画『間奏曲』のハリウッド版リメイクであり、イングリッド・バーグマンのアメリカ映画初出演作品である。主演のレスリー・ハワードは本作の共同プロデューサーとなることを条件に『風と共に去りぬ』への出演に同意した。

## あらすじ
スウェーデンの名バイオリニスト・ホルガーの娘にピアノを教えるピアニストのアニタはホルガーから熱烈に求愛され彼の演奏旅行に同行した。だが妻子を思うホルガーや自分の将来を考え男の元から去っていく。

## キャスト
| 役名               | 俳優                     | 日本語吹替                           | 日本語吹替                |
| 役名               | 俳優                     | NHK版                                | PDDVD版                   |
| ------------------ | ------------------------ | ------------------------------------ | ------------------------- |
| アニタ・ホフマン   | イングリッド・バーグマン | 弓恵子                               | 大坂史子                  |
| ホルガー・ブラント | レスリー・ハワード       | 佐竹明夫                             | 星野充昭                  |
| マーギット         | エドナ・ベスト           | 新道乃里子                           | すずき紀子                |
| アンヌマリー       | アン・E・トッド          | 松尾佳子                             | 河原木志穂                |
| トーマス           | ジョン・ハリディ         | 和田啓                               | 上田陽司                  |
| チャールス         | セシル・ケラウェイ       | 塩見竜介                             | 遠藤純一                  |
| マリアンヌ         | マリア・フリン           | 三輪勝恵                             | 武田華                    |
| エリック           | ダグラス・スコット       | 白田和男                             |                           |
| エマ               | エリノア・ハッセルホーフ |                                      | 峰松希匡                  |
| 支配人             |                          |                                      | 織間雅之                  |
|                    |                          |                                      |                           |
| 演出               | 演出                     | 好川阿津志                           | 羽田野千賀子              |
| 翻訳               | 翻訳                     | 榊原昌子                             | 高橋有紀                  |
| 効果               | 効果                     | PAG                                  | 恵比須弘和 赤澤勇二       |
| 調整               | 調整                     | 赤塚不二夫                           | 遠西勝三                  |
| 制作               | 制作                     | グロービジョン                       | ミック エンターテイメント |
| 初回放送           | 初回放送                 | 1969年12月7日 『劇映画』 16:20-17:30 |                           |

## スタッフ
- 監督：グレゴリー・ラトフ
- 製作：デヴィッド・O・セルズニック、レスリー・ハワード
- 脚本：ジョージ・オニール（1936年の映画『間奏曲』の脚本に基づく）
- 音楽：ロバート・ラッセル・ベネット、マックス・スタイナー（両者共にクレジットなし[1]）
- 撮影：グレッグ・トーランド、ハリー・ストラドリング（クレジットなし[1]）
- 編集：フランシス・D・ライオン
- 美術：ライル・R・ウィーラー
- イングリッド・バーグマンの衣裳：トラヴィス・バントン、アイリーン

## アカデミー賞ノミネーション
- 撮影賞（白黒）：グレッグ・トーランド
- 編曲賞：ルイス・フォーブス